# Clavatula asamusiensis
Clavatula asamusiensis is een slakkensoort uit de familie van de Clavatulidae. De wetenschappelijke naam van de soort is voor het eerst geldig gepubliceerd in 1940 door Nomura & Zinbo.